# 양소 (처도)

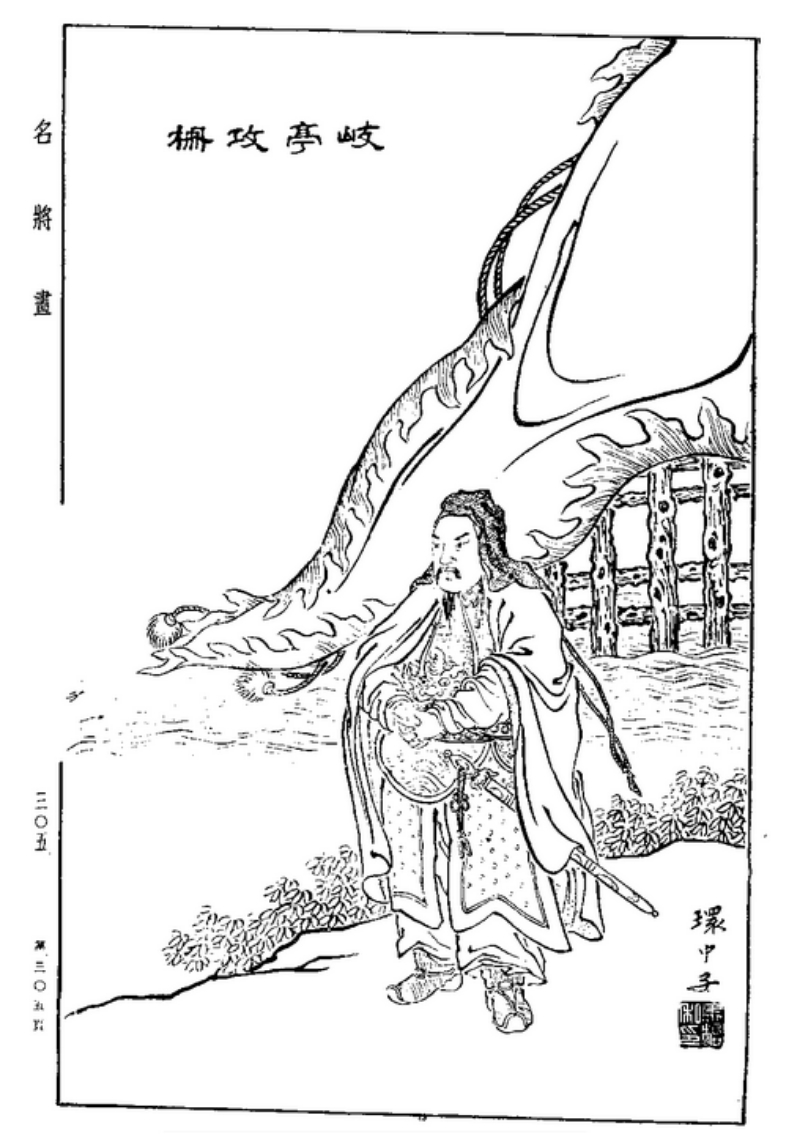
양소

수 초경무공 양소(隋 楚景武公 楊素, 544년 ~ 606년)는 북주 ~ 수나라의 관료·군인으로, 자는 처도(處道)이며. 홍농군 화음현 사람이다. 분주(汾州)자사 양부의 장남이다. 수나라 때에는 권신(權臣)이자 막강한 영향력을 자랑하던 장군으로, 결국 그는 황제의 그것과 맞먹을 정도로 제일가는 권세를 누리게 되었다. 일반적으로, 전통 역사가들은 그가 604년에 수 문제의 아들 양광(훗날의 수 양제)의 부탁으로 문제를 살해한 혐의에 연루되었다고 생각하였다. 후에 아들 양현감은 613년, 양제에 맞서 반란을 일으켰으나 패하여 죽었고, 양소의 다른 아들들도 주살되었다.

## 생애
북주가 북제를 평정할 때, 안현공에 봉해졌다. 이후 북주의 대신으로서 두각을 나타내었다. 부친 양부는 북주의 재상이었는데, 북주의 무제인 우문옹에게 숙청당했다. 양소는 우문옹에게 "폐하께옵서는 저의 부친을 주살한 폭군이시옵니다!"라는 폭언을 퍼부었다. 화가 난 우문옹이 그를 감옥에 가두고 죽이려 하자, 아내인 정씨가 탄원하여 남편 양소의 잘못을 빌자, 우문옹은 그를 특사시켰다고 한다.
양소는 그 이후, 북주의 재상이었던 양견에게 재능을 인정받아, 그 휘하에서 일했다. 양소는 양견이 북주의 외척이 되게 하여 실권을 장악하게 하는데 큰 공헌을 했으며, 581년 양견이 외손자 정제 우문연을 내쫓고 수나라를 세우자, 양소는 개국 1등공신이 되었다.
589년에 남조의 진을 멸망시키기 위해 출병하자, 양소는 대장군 겸 개봉자사로서 원정에 출정했고, 그 원정군의 대총관인 진왕 양광을 보좌하였다. 이후, 진이 멸망되자, 양소는 진의 황제였던 진숙보의 딸 낙창공주를 자신의 측실로 삼기도 했다. 그 공으로 형주총관의 벼슬을 받기도 하였다. 592년에는 조정에서 제일 높은 벼슬인 상서우복야의 벼슬과 월국공(越國公)의 작위 또한 받았다. 그리고 이 때에 고경, 장형, 우문술 등이 출세하여 벼슬을 받았다.
598년에는 서돌궐을 대패시켰으며, 600년에 황태자 양용이 폐위되자, 그 자리에 차남인 양광을 황태자로 책봉시키는데 결정적인 역할을 한다. 604년에 양견이 병이 들자, 양광은 양소와 담합하여 부황 양견을 시해한다.
605년에는 상서령에 봉해졌고, 동도인 낙양의 건설도 담당하였다. 이듬해에 승상 겸 사도의 직책을 받고, 초공(楚公)으로 봉해졌으나 양광의 시샘을 받아 파직된 뒤 결국은 사사당했다. 그의 장남인 양현감은 훗날 양광에게 반란을 일으킨다.

## 가계
- 아버지 : 양부
  - 본인：양소
  - 배우자 : 정기야
    - 아들 : 양현감(楊玄感, ? ~ 613년) - 장남. 낙양에서 거병하였으나, 실패하여 죽었다.
    - 아들 : 양현종(楊玄縱, ? ~ 613년) - 2남. 낙양에서 거병하였으나, 실패한 후에 참수되었다.
    - 아들 : 양현정(楊玄挺, ? ~ 613년) - 3남. 동생 양약(楊約)의 양자가 되었다. 낙양에서 거병하였으나, 실패하여 전사하였다.
    - 아들 : 양현장(楊玄奬, 571년 ~ 613년) - 낙양에서 거병하였으나, 실패한 후에 참수되었다.  
      - 손자 : 양대(楊臺) - 혹은 양숭본(楊崇本). 당나라에서 송주(宋州)자사를 지냈다.
      - 손녀 : 양(楊)씨 - 이름 미상. 후에 당 태종의 후궁이 되었다.

    - 아들 : 양만석(楊萬石, ? ~ 613년) - 혹은 양만석(楊萬碩). 낙양에서 거병하였으나, 실패한 후에 참수되었다.
    - 아들 : 양인행(楊仁行, ? ~ 613년) - 혹은 양민행(楊民行). 낙양에서 거병하였으나, 실패한 후에 참수되었다.
    - 아들 : 양적선(楊積善, ? ~ 614년) - 낙양에서 거병에 실패한 후에 자결을 시도하였으나, 미수에 그쳤다. 후에 거열에 처해졌다.

  - 생모 불명의 자녀
    - 딸 : 양(楊)씨 : 이름 미상. 후에 당 고조의 후궁(빈)이 되어 강왕 이원상을 낳았다.
    - 딸 : 양(楊)씨 : 이름 미상. 당나라의 통시사인 최민령(崔民令)의 처

  - 남동생 : 양약
  - 남동생 : 양신(楊愼) - 수나라에서 의안현개국후(義安縣開國侯)에 봉해졌다.
  - 남동생 : 양조(楊操) - 북주에서 우서부상사(右胥附上士)를 지냈다.
  - 남동생 : 양려(楊戾) - 넷째 동생. 북주에서 화주주부를 지냈다.
  - 여동생 : 양(楊)씨 - 이름 미상. 수나라의 상대장군 독고타(獨孤陀)의 처
- 계모 : 소묘유
  - 남동생 : 양악

## 양소가 등장한 작품
- 《연개소문》(SBS, 2006년 ~ 2007년, 배우:김창봉)